# Sitta pusilla
El trepador cabecipardo o sita de cabeza castaña (Sitta pusilla) es una especie de ave paseriforme de la familia Sittidae nativa de Estados Unidos.

## Distribución y hábitat

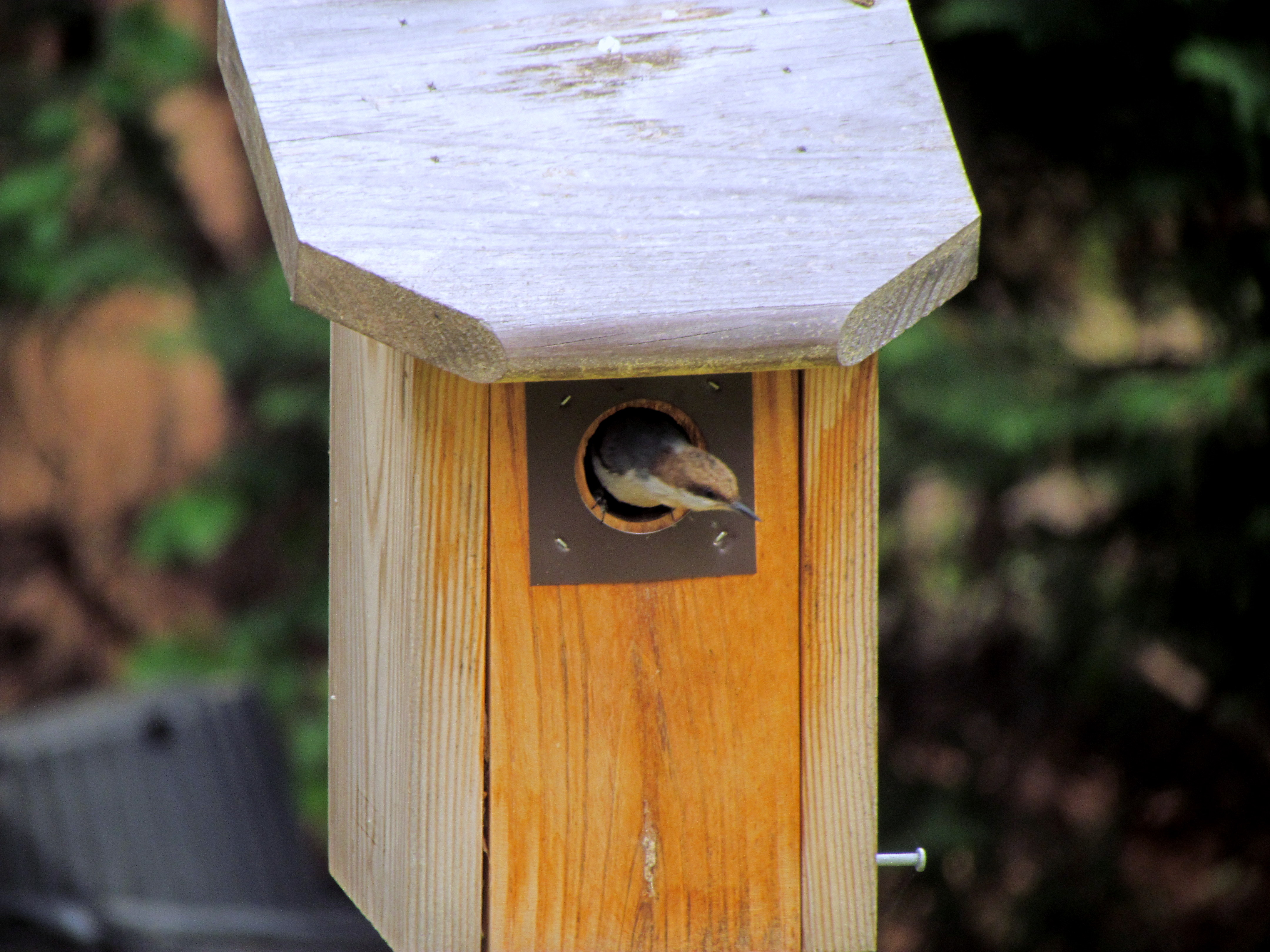
Un espécimen en una casa para pájaros.

Puede ser encontrada en los bosques de pino en todo el sureste de Estados Unidos. Una población en peligro de extinción vive en Gran Bahama, que algunas autoridades consideran una especie separada, S. insularis. El ave, al igual que otros trepadores, posee un pico negro afilado en forma de clavo, que utiliza para golpear las semillas. Es un visitante frecuente a estaciones de alimentación y es muy aficionado a las semillas de girasol y pasteles de sebo.

## Descripción
Es aproximadamente del mismo tamaño que el trepador enano (Sitta pygmaea) las dos especies son los trepadores más pequeños del mundo. Mide un total es 9-11 cm de longitud, 16-18 cm de envergadura y 10-12 g de masa corporal. Tiene una gorra marrón con una línea ocular negra, las mejillas, la barbilla y el vientre son de color blanco ante. Sus alas son de color gris azulado. Tiene un pequeño punto blanco en el cuello. La llamada del ave es un fuerte whee-hyah sonando muy similar a un pato de goma del juguete y en particular es fuerte para un ave de su tamaño.

## Subespecies
Se reconocen dos subespecies:
- Sitta pusilla insularis Bond, 1931, Gran Bahama.
- Sitta pusilla pusilla Latham, 1790, sureste de Estados Unidos.